# Naissance en 873
Naissance
- 869
- 870
- 871
- 872
- 873
- 874
- 875
- 876
- 877

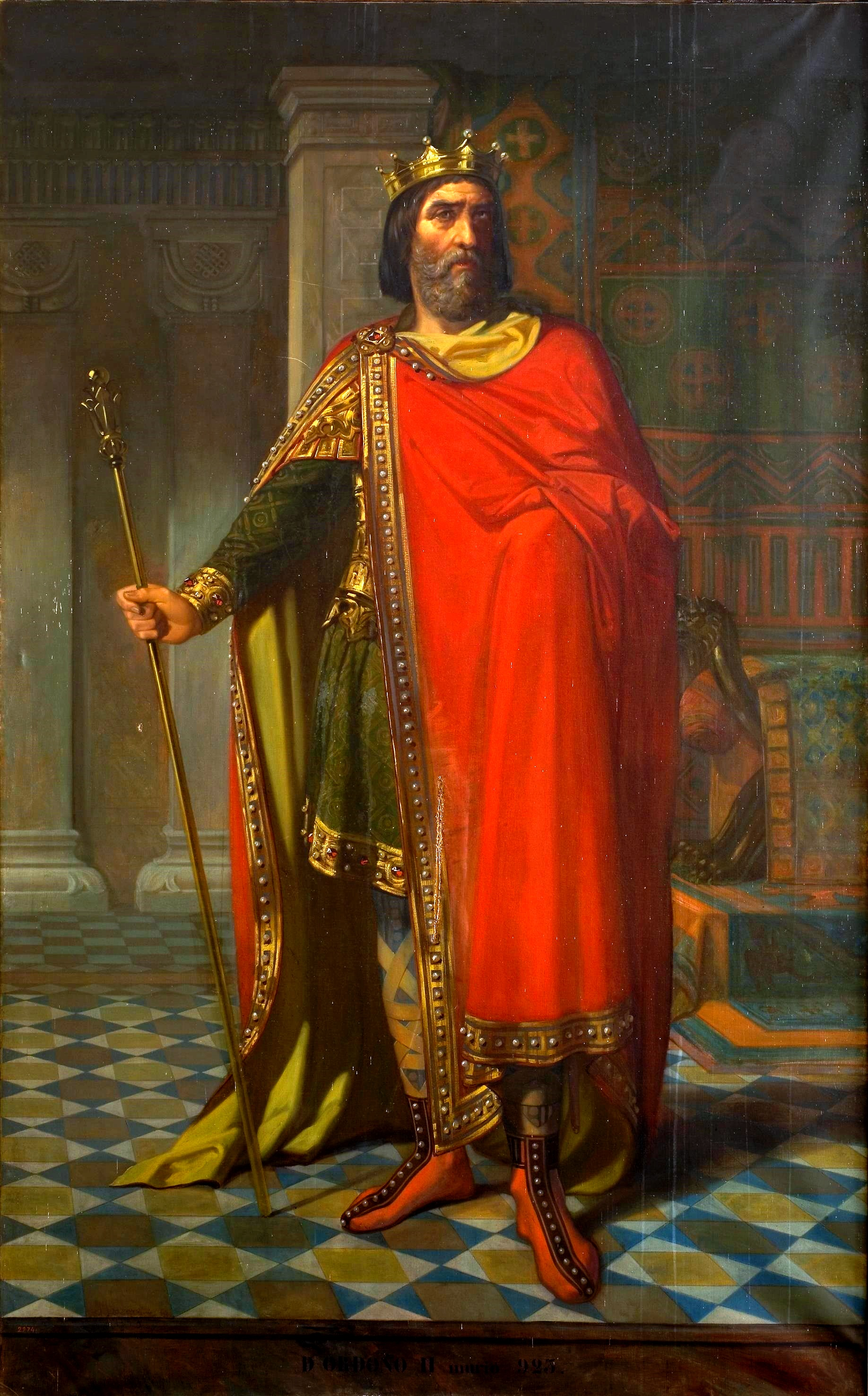
Ordoño II de León né en 873.

Cette page dresse une liste de personnalités nées au cours de  l'année 873 :
- Fujiwara no Sadakata, poète et courtisan japonais du milieu de l'époque de Heian.
- Fujiwara no Tadabumi (it), militaire japonais.
- Ordoño II de León, roi de Galice
- Abu Yazid, Berbère zénète de la tribu des Banou Ifren.
- Ubayd Allah al-Mahdi, imâm des ismaéliens.

date incertaine (vers 873)
- Qudama Ibn Jaafar, fonctionnaire abbasside, philologue, historien, rhétoricien et critique arabe.

## Crédit d'auteurs
- Cet article est partiellement ou en totalité issu de l'article intitulé « 873 » (voir la liste des auteurs).